# Diadasia bosqi
Diadasia bosqi är en biart som först beskrevs av Jesus Santiago Moure 1947.  Diadasia bosqi ingår i släktet Diadasia och familjen långtungebin. Inga underarter finns listade i Catalogue of Life.